# Louis Baillon
Louis Charles Baillon (Fox Bay, Illes Malvines, 5 d'agost de 1881 – Brixworth, Northamptonshire, 2 de setembre de 1965) va ser un jugador d'hoquei sobre herba anglès que va competir a principis del segle xx.
El 1908 va prendre part en els Jocs Olímpics de Londres, on va guanyar la medalla d'or en la competició d'hoquei sobre herbal, com a membre de l'equip anglès. Durant la seva carrera esportiva disputà 9 partits amb la selecció anglesa. També jugà a futbol amb el Wandsworth AFC.